# Embargo dos Estados Unidos contra a Nicarágua
O embargo dos Estados Unidos contra a Nicarágua foi declarado pelo então presidente dos Estados Unidos Ronald Reagan em 1 de maio de 1985 e proibiu todo o comércio entre os Estados Unidos e a Nicarágua. Em uma estratégia semelhante ao embargo contra Cuba, se destinava a desestabilizar o governo sandinista que chegou ao poder em 1979.

## Embargo
O embargo proibia tanto produtos estadunidenses de entrar na Nicarágua (com exceções para aos artigos de medicina e outros bens humanitários) como produtos nicaraguenses de entrar nos Estados Unidos.  Ainda proibia todos os navios da Nicarágua de desembarcar em qualquer porto dos Estados Unidos ou aviões de pousar em solo estadunidense. [carece de fontes?]
Ronald Reagan, no dia em que declarou o embargo, afirmou: "Eu, Ronald Reagan, presidente dos Estados Unidos da América, considero que as políticas e ações do Governo da Nicarágua constituem uma ameaça incomum e extraordinária à segurança nacional e a política externa dos Estados Unidos e por este meio declaro uma emergência nacional para lidar com essa ameaça”. 
Reagan fez quatro exigências contra a Nicarágua durante seu anúncio de embargo:
1. De "deter a sua exportação da insurreição armada, do terrorismo e da subversão nos países vizinhos",
2. De encerrar os seus laços militares a Cuba e a União Soviética,
3. De cessar o seu "acúmulo maciço de armas",
4. De aderir, na lei e na prática, os princípios democráticos e "a observância dos direitos políticos e humanos plenos." [3]

## Violações do direito internacional
Em 1986, o embargo foi considerado como estando em violação do direito internacional pela Corte Internacional de Justiça. A decisão do tribunal declara que o embargo estava "em violação das obrigações previstas no artigo XIX do Tratado de Amizade, Comércio e Navegação entre as Partes assinado em Manágua, em 21 de janeiro de 1956".   Este Tratado estabelece que "nenhuma das partes deverá impor restrições ou proibições sobre a importação de qualquer produto da parte contrária ou a exportação de qualquer produto no território da outra parte”. Além disso, ao colocar minas em águas da Nicarágua para impor o embargo, os Estados Unidos da América violaram também "suas obrigações sob o direito consuetudinário internacional de não utilizar a força contra outro Estado".  Os Estados Unidos foram, portanto, obrigados "a cessar e abster-se de todos esses atos" e pagar uma quantia não especificada em reparações para Nicarágua.  No entanto, os Estados Unidos continuariam o embargo quase quatro anos após a decisão e não pagaram as reparações. 

## Extensão do embargo
O embargo foi prorrogado por seis meses por George H. W. Bush em 1 de novembro de 1989.  Mais tarde, ele levantou o embargo depois de cinco meses em março de 1990. 